# برايان أنتوني جاكسون
برايان أنتوني جاكسون (بالإنجليزية: Brian Anthony Jackson)‏ هو محامي وقاضي أمريكي، ولد في 1960 في نيو أورلينز في الولايات المتحدة.